# リッチー・ボーイズ
リッチー・ボーイズ（Ritchie Boys）は、ナチスに追われてドイツなど祖国を離れてアメリカ合衆国に亡命し、第二次世界大戦時にアメリカ陸軍に入隊して心理戦要員となった若者たちのこと。
その人数は約10,000人で、ほとんどはドイツ語話者であり、ユダヤ系ドイツ人も多かった。彼らを訓練したのは、真珠湾攻撃後にアメリカ軍が対日戦・対独戦のために設立した陸軍情報部（Military Intelligence Service, MIS）であり、メリーランド州のキャンプ・リッチーに設けられた訓練センターで活動したことからリッチー・ボーイズと呼ばれる。彼らはドイツ語が話せる上、アメリカ生まれの兵士より精神的に強靭であったことから心理戦要員として最適と評価され、心理戦の理論や実践を特訓させられた。彼らの役割は、敵を最終的に無条件降伏へ追い込むため、敵について学び、敵の士気を低下させることにあった。
アメリカが1941年12月11日にドイツに宣戦布告して以後、リッチー・ボーイズは連合国にとって決定的な戦力になった。彼らは1944年6月6日のD-デイ（ノルマンディー上陸作戦）に連合国部隊と共にヨーロッパに上陸し、直後に部隊を離れそれぞれの任務を果たすため各地に散った。彼らは欧州各地から連合軍にとり価値ある情報を伝えてきた。しかも彼らは公然作戦（overt operation）や隠密作戦（covert operation）などを通じ、ドイツ軍の士気をくじき連合国への抵抗を弱めた。彼らは戦争捕虜や離反者に対しドイツ軍の規模、動き、心理的状態や身体的状態などについての尋問も行った。標的を絞った偽情報を新聞発表・ビラ・ラジオ放送・宣伝カーなどで流すことにより、ドイツの市民や軍人は連合軍の進撃に対する抵抗を放棄するよう促された。
戦後、リッチー・ボーイズの多くは占領軍の通訳やニュルンベルク裁判の通訳として活動した。この後、彼らの多くは除隊したため、従軍期間も短かったリッチー・ボーイズの戦友会などは開かれていない。除隊者の多くはビジネスや技術者、政治の道などへ進んだ。
リッチー・ボーイズ出身者には作家のハンス・ハーベ、クラウス・マン、シュテファン・ハイム、ハヌス・ブルガー（Hanus Burger）、写真家デヴィッド・シーモアらがいる。